# Deportivo Laferrere
Club Social y Cultural Deportivo Laferrere, znany jako Deportivo Laferrere jest argentyńskim klubem piłkarskim z siedzibą w mieście Buenos Aires.

## Osiągnięcia
- Mistrz czwartej ligi Primera C Metropolitana: 1986/87, Clausura 2002

## Historia
Klub założony został 9 lipca 1956 roku. W sezonie 2005/06 Deportivo Laferrere spadł z trzeciej ligi (Primera B Metropolitana) i gra obecnie w czwartej lidze argentyńskiej Primera C Metropolitana.